# Колт (митраљез)
Колт-Браунинг М1895 (енгл. Colt–Browning M1895), амерички тешки митраљез с краја 19. века, коришћен у Првом светском рату.

## Историја
Амерички конструктор Џон Браунинг (1855-1926) направио је први модел митраљеза који је радио на принципу позајмице барутних гасова већ 1890. године. Нешто усавршен, овај митраљез ушао је у серијску производњу у фирми Колт као Колт-Браунинг М1895 и усвојен је у наоружање војске САД. Са мањим изменама, као Колт М1895/1914 масовно је коришћен у Првом светском рату.

## Карактеристике
Колт-Браунинг М1895 био је тешки митраљез на принципу позајмице барутних гасова, са ваздушним хлађењем, монтиран на троножном постољу укупне масе 40 кг. Калибра 7,62 мм (0,303 инча), пунио се тканеним редеником са 250 метака. Теоријска брзина гађања била је око 400-500 метака у минуту (у пракси упола мање), почетне брзине 850 м/с.
Колт М1895 био је познат под именом Копач кромпира (енгл. Potato Digger) због покретне полуге спојене шарком испод предњег дела цеви, која се спуштала и подизала након сваког хица. Овај митраљез користила је војска САД, Велике Британије, Шпаније, Италије и Русије.

### Механизам дејства
Митраљез М1895 Колт-Браунинг радио је на принципу потискивања полуге затварача (испод цеви) барутним гасовима. На цртежу изнад, Слово П је чеп, који се може видети у отвору на дну цеви на левој страни горње слике. Када се пуца из митраљеза, врући гасови иза метка избацују чеп из из отвора и потискују кратку полугу, (слово Л), надоле. Полуга је шарком повезана на задњем крају, тако да се ротира надоле и назад. Ово кретање узрокује да се ручица (слово Ц), помери надоле и гурне уназад. Ово притиска клизну шипку, која ротира чепни затварач нагоре да би га откључала, а затим га гура уназад према дугачкој опрузи у дршци, избацујући празну чахуру. Ова опруга поново гура затварач напред, све док не убаци нови метак у цев, а затим се спусти надоле у нагнути положај који се види на горњем дијаграму. Мања опруга (слово С на горњем дијаграму) гура кратку полугу (слово Л) напред док се чеп на предњем делу њене горње стране не притисне назад у отвор на дну цеви. Цео циклус се понавља док је окидач притиснут и има метака у реденику.